# Сегерије Марми С.С. 115 (Рагуза)
Сегерије Марми С.С. 115 је насеље у Италији у округу Рагуза, региону Сицилија.
Према процени из 2011. у насељу је живело 14 становника. Насеље се налази на надморској висини од 178 м.